# Myriane Angelowski

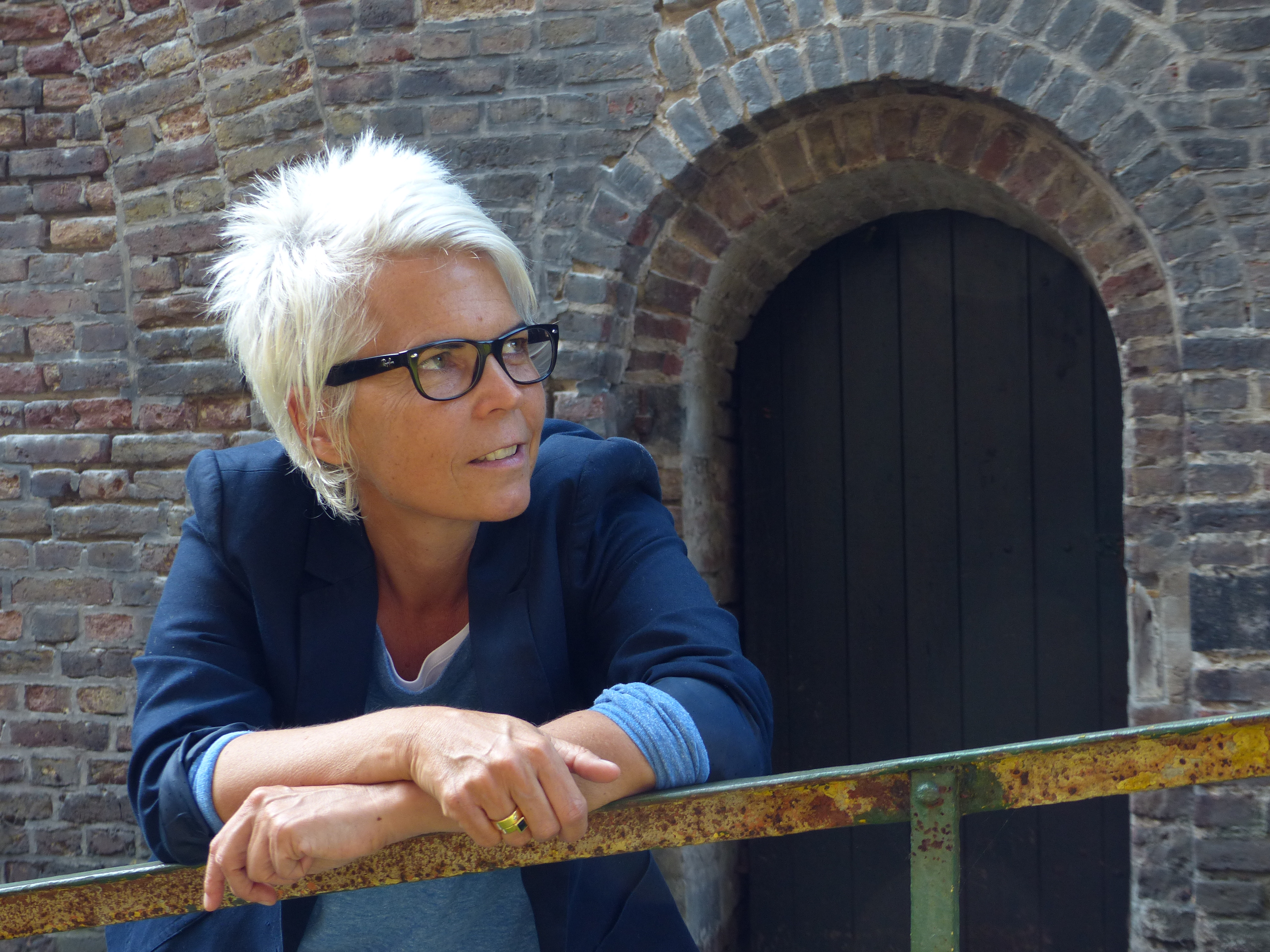
Myriane Angelowski, 2018

Myriane Angelowski (* 1963 in Köln) ist eine deutsche Schriftstellerin, die auch unter dem Pseudonym Meret Ammon veröffentlicht.

## Leben
Myriane Angelowski studierte Sozialarbeit und arbeitete anschließend als Referentin für Gewaltfragen bei der Stadt Köln. Darüber hinaus war sie mehrere Jahre als Lehrbeauftragte an der Fachhochschule für Sozialpädagogik tätig. 2001 machte sie sich im Bereich Coaching selbstständig. Sie ist Mitglied der 'Literaturszene Köln' und bei den Mörderischen Schwestern.
Myriane Angelowski leitet Krimi-Seminare, (kreative) Schreibworkshops und führt Skript-Coachings durch.
Myriane Angelowski lebt und arbeitet in Köln.

## Werke
2007 erschien Myriane Angelowskis Debüt-Krimi Gegen die Zeit im Emons Verlag Köln. Dabei handelte es sich um den ersten Fall der fiktiven Kölner Kommissarinnen Maline Brass und Lou Vanheyden. Mittlerweile hat der Emons Verlag sieben Bücher dieser Reihe herausgebracht. Dazu schrieb die Autorin den Mystery-Thriller Der Werwolf von Köln und den Kriminalroman Finkenmoor. Parallel verfasst sie Kurzgeschichten (früher auch unter dem Pseudonym Meret Ammon), die in verschiedenen Verlagen veröffentlicht werden. Im September 2019 kam mit Porzellankind ihr erster Thriller in den Handel, mit dem Myriane Angelowski 2020 für den dotierten Crime Cologne Award nominiert wurde.

## Veröffentlichungen
- Die seltsame Geschichte der Florentina Gast Kurzgeschichte. In: Mörderische Nachbarn – Mordgeschichten von nebenan. Scherz-Verlag, 2001
- Am Weihnachtsbaum die Lichter brennen Kurzgeschichte. In: Leise rieselt der Schnee. Ullstein-Verlag, 2002
- Die Samariterinnen Kurzgeschichte. In: Monika Buttler, Alexandra Guggenheim (Hrsg.): Mord ist die beste Medizin : Mörderisches aus dem Gesundheitswesen. Scherz, Frankfurt am Main 2004, ISBN 3-502-51981-1
- Gegen die Zeit Kriminalroman. Emons-Verlag Köln 2007, ISBN 978-3-89705-486-8
- Tödliches Irrlicht Kriminalroman. Emons-Verlag, Köln 2008, ISBN 978-3-89705-632-9
- Dyrnenmord Kurzgeschichte. In: Jan-Eike Hornauer (Hrsg.): Mortus in Colonia. Wellhöfer Verlag, 2009, ISBN 978-3-939540-42-7
- Der Werwolf von Köln Mystery Roman. Emons-Verlag, Köln 2010, ISBN 978-3-89705-772-2
- Finkenmoor Kriminalroman. Emons-Verlag, Köln 2012, ISBN 978-3-95451-024-5
- Stellas Universum Kurzgeschichte. In: Mechthild Zimmermann, Regina Schleheck (Hrsg.): Sonne, Mord und Ferne. Via Terra Verlag, Aarbergen 2013, ISBN 978-3-941970-10-6, S. 269–276
- Blutlinien Kriminalroman. Emons-Verlag, Köln 2013, ISBN 978-3-95451-055-9
- Das Haus am Königsforst Kriminalroman. Emons-Verlag, Köln 2014, ISBN 978-3-95451-437-3
- Kofferhoffer Kurzgeschichte. In: Ein Mord von Welt, Veit Müller (Hrsg.). Oertel u. Spörer Verlag, Reutlingen 2015, ISBN 978-3-88627-338-6
- Die dunklen Straßen von Köln Kriminalroman. Emons-Verlag, März 2018, ISBN 978-3-7408-0279-0
- Porzellankind Thriller. Emons-Verlag, Köln 2019, ISBN 978-3-7408-0607-1
- Jenseits des Rheins Kriminalroman. Emons-Verlag, Köln 2021, ISBN 978-3-7408-1108-2
- Kölner Vergeltung Kriminalroman. Emons Verlag, Köln 2025, ISBN 978-3-7408-2389-4

### Hörbücher
- Gegen die Zeit 2024, Sprecherin: Rebecca Madita Hundt, MP3, EAN: 978-3-7408-2183-8
- Tödliches Irrlicht 2024, Sprecherin: Rebecca Madita Hundt, MP3, EAN: 9783740826628
- Blutlinien 2024, Sprecherin: Rebecca Madita Hundt, MP3, EAN 9783-740826635
- Die dunklen Straßen von Köln 2019, Sprecherin: Lucie Emons MP3, EAN 4260-455190428